# Site de grand intérêt biologique
Les sites de grand intérêt biologique (SGIB) sont en Belgique des sites abritant des populations d'espèces et des biotopes rares ou menacés ou se caractérisant par une grande diversité biologique ou un excellent état de conservation.
Ce terme est utilisé en Belgique francophone. L'équivalent en France est « Zone naturelle d'intérêt écologique, faunistique et floristique. »

## Structure écologique
Les SGIB constituent un maillon de la structure écologique qui matérialise les concepts théoriques du réseau écologique de zones centrales, de zones de développement, de zones à restaurer, de zones tampons et de zones de liaison ou corridors tel que défini par le Réseau écologique paneuropéen.
En Wallonie, les zones différenciées ont fait l'objet de plusieurs définitions et réadaptations, de manière à répondre à divers problèmes d'interprétation.

## Gestion
Chaque année, Natagora édite une brochure détaillant les activités de gestion organisées dans des sites de grand intérêt biologique. Chacun peut ainsi participer à la protection de sites naturels protégés par des actions sur le terrain : fauchage et ratissage, débroussaillement de ligneux, abattage d’épicéas, entretien de zones humides...

## Inventaire des sites de grand intérêt biologique
L'inventaire des sites de grand intérêt biologique (SGIB) matérialise le concept de ces zones en Wallonie. Ils constituent la base d'une politique volontariste de conservation de la nature.

### Sites de grand intérêt biologique de Charleroi
- Ancienne carrière des Haies Germaines (Charleroi)
- Ancienne carrière Solvay (Charleroi, Gerpinnes)
- Ancien triage lavoir de Monceau-Fontaine (Charleroi)
- Bois du Prince (Gerpinne, Charleroi, Ham-sur-Heure-Nalinnes)
- Carrière le Brun Chêne (Charleroi)
- Carrière Le Rocher Lombot (Charleroi)
- Terril de l'Epine (Charleroi)
- Terril de Trévieusart (Charleroi)
- Terril du Cerisier (Charleroi)
- Terril des Viviers (Charleroi)
- Terrils du Martinet  (Charleroi)
- Vallée de l'Eau d'Heure en aval de Jamioulx (Ham-sur-Heure-Nalinnes, Charleroi, Montigny-le-Tilleul)
- Ancienne centrale électrique de Marchienne-au-Pont

### Sites de grand intérêt biologique de Herstal
- Thier des Monts[3]
- Terril de la Petite Bacnure
- Terril de Bernalmont

### Sites de grand intérêt biologique du Hainaut
- Terril du Crachet à Frameries